# Zervreilahorn
Das Zervreilahorn ⓘ ist ein Berg südwestlich von Vals, am Ende des Valsertals im Kanton Graubünden in der Schweiz mit einer Höhe von 2898 m. Weil er vom Zervreilasee aus gesehen eine auffallende Pyramidenform aufweist, wird er manchmal als Bündner Matterhorn bezeichnet. Von der anderen Seite sieht man jedoch, dass er in Wahrheit ein langgezogener, von Nordost nach Südwest streichender, sehr zerrissener und gezackter Grat mit zwei Hauptspitzen ist (siehe Bild in der Infobox). Das Zervreilahorn ist auf der Etikette des Valserwassers abgebildet (siehe Bild in der Infobox).
Das Zervreilahorn kann in einer anspruchsvollen Alpinwanderung über den Südwestgrat (T5) oder eine Rampe in der Südostwand erreicht werden. Auf den Nordostgipfel, mit 2862 m wenig niedriger als der Hauptgipfel, führt über den Nordostgrat eine Kletterroute, die Schwierigkeiten des V. Grads (UIAA) aufweist.

## Lage und Umgebung
Das Zervreilahorn gehört zur Güferhorn-Fanellhorn-Gruppe, einer Berggruppe der Adula-Gruppe in den Adula-Alpen. Der Berg befindet sich vollständig auf Gemeindegebiet von Vals. Westlich des Zervreilahorns entspringt im Länta, dem obersten Teil des Valsertals, der Valser Rhein. Im Osten liegt das Canaltal, in dem der Canalbach fliesst. Beide Täler umgeben das Zervreilahorn fast kreisförmig. Die Bäche münden auf einer Höhe von 1862 m im Nordosten des Berges in den Zervreilasee.
Unmittelbar südlich vom Zervreilahorn liegt das 3043 m hohe Furggeltihorn. Vom Zervreilasee aus führt ein Bergwanderweg zwischen Zervreilahorn und Furggeltihorn über das Furggelti zur Läntahütte.
Talort ist Vals, häufige Ausgangspunkte der Zervreilasee und die Läntahütte.

## Namensherkunft
Urkundlich erwähnt ist 1301 alpis de Seurera und 1504 Safraylen. Gleichen Stammes ist der Name Soreda für die an der Zervreila angrenzende, der ehemaligen Gemeinde Ponto Valentino (Kanton Tessin) gehörende Lampertschalp. Wohl sicher aus lateinisch alpis superaria ‚die oberste Alp‘, die über dem Berg liegende Alp.

## Routen zum Gipfel

### Südwestliche (höchste) Spitze

#### Über die Südkante
- Ausgangspunkt: Länta-Hütte (2090 m) oder Zervreilasee (1862 m)
- Via: Zuerst via markiertem Wanderweg Richtung Furggelti, dann zur Einsattelung zwischen P. 2821 und dem Hauptgipfel abschwenken.
- Schwierigkeit: T5, II
- Zeitaufwand: 2½ bis 3 Stunden
- Bemerkung: Sehr aufregende und nicht schwierige Kletterei

#### Über die Südostwand
- Ausgangspunkt: Zervreilasee (1862 m)
- Via: Zuerst via markiertem Wanderweg Richtung Furggelti
- Schwierigkeit: ZS, III+
- Zeitaufwand: 3 Stunden
- Alternative: Im oberen Teil direkt zum Gipfel (+½ Stunde)

#### Über die Nordwand
- Ausgangspunkt: Zervreilasee (1862 m)
- Via: Lampertsch Alp
- Schwierigkeit: WS
- Zeitaufwand: 4½ Stunden
- Bemerkung: Ungebräuchliche Route, praktisch nie begangen
- Erstbesteiger: Emil Huber und A. Frick, 13. August 1885

#### Über die nördlichen Hänge und die Südkante
- Ausgangspunkt: Zervreilasee (1862 m)
- Via: Lampertsch Alp
- Schwierigkeit: ZS
- Zeitaufwand: 4½ Stunden

### Nordöstliche Spitze

#### Über die Südostwand
- Ausgangspunkt: Zervreilasee (1862 m)
- Via: Blachtenalp
- Schwierigkeit: S, IV+
- Zeitaufwand: 3 Stunden vom Zervreilasee
- Erstbesteiger: Jörger mit B. Schnyder, 24. Juli 1895

#### Über die Südostwand (Fahnenroute)
- Schwierigkeit: SS, V+
- Zeitaufwand: 3–4 Stunden Kletterzeit
- Bemerkung: Vorwiegend technische Route
- Erstbesteiger: Hannes Tönz und Karl Furger, 15. August 1977

#### Über die Südostwand (Via Sandra)
- Schwierigkeit: SS, VI-
- Zeitaufwand: 4–6 Stunden Kletterzeit
- Erstbesteiger: Stefan Furger, 7. Oktober 1979

#### Über den Nordostgrat
|  | - Schwierigkeit: SS, V - Erstbesteiger: Ruedi und Werner Vieli, 1960 |

#### Über die Nordwestwand
- Schwierigkeit: S, IV+
- Zeitaufwand: 3 Stunden Kletterzeit
- Erstbesteiger: Ruedi und Werner Vieli, Sommer 1976
- Variante: Direkter Einstieg

## Galerie

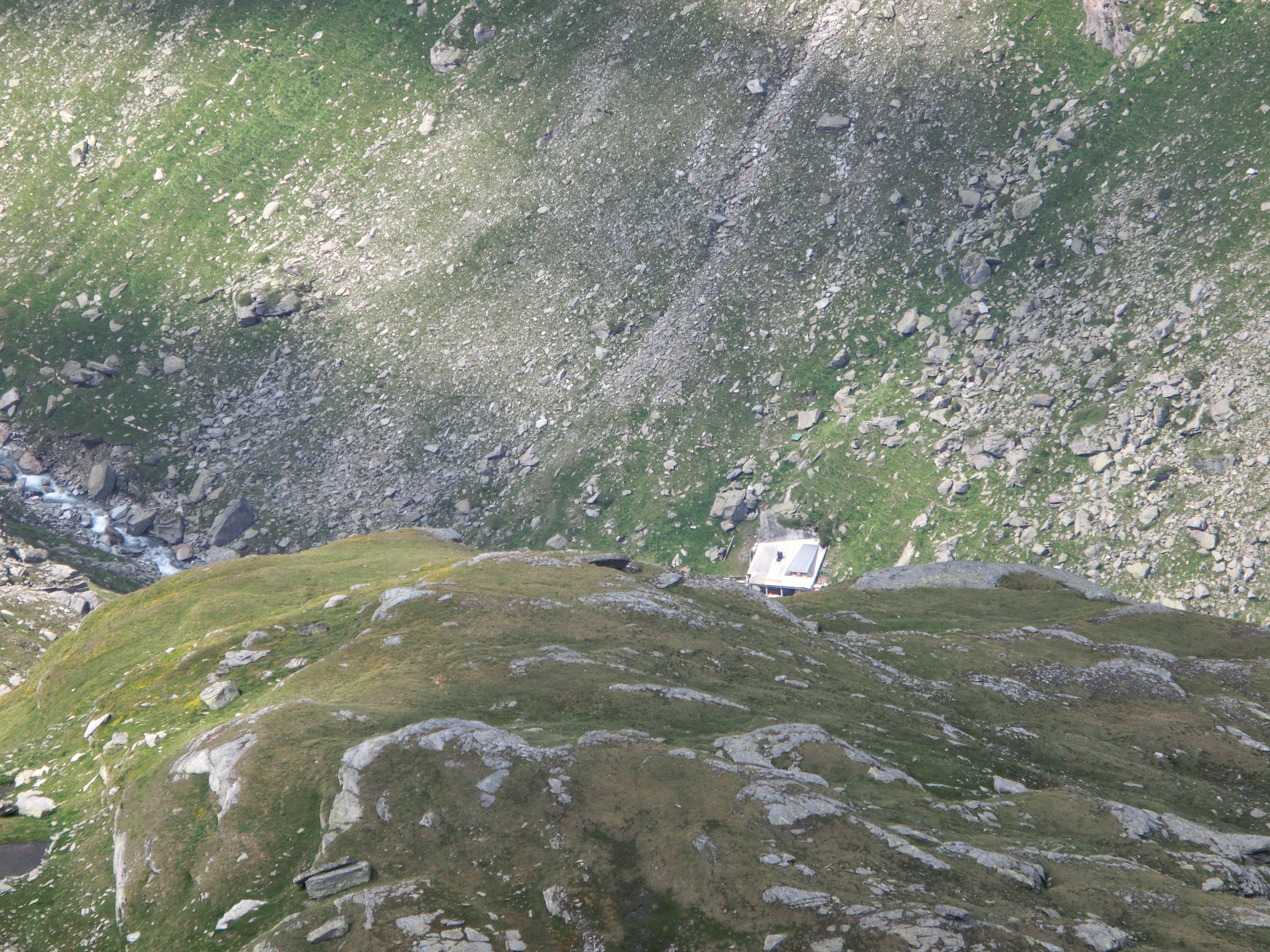
Blick zur Länta-Hütte.
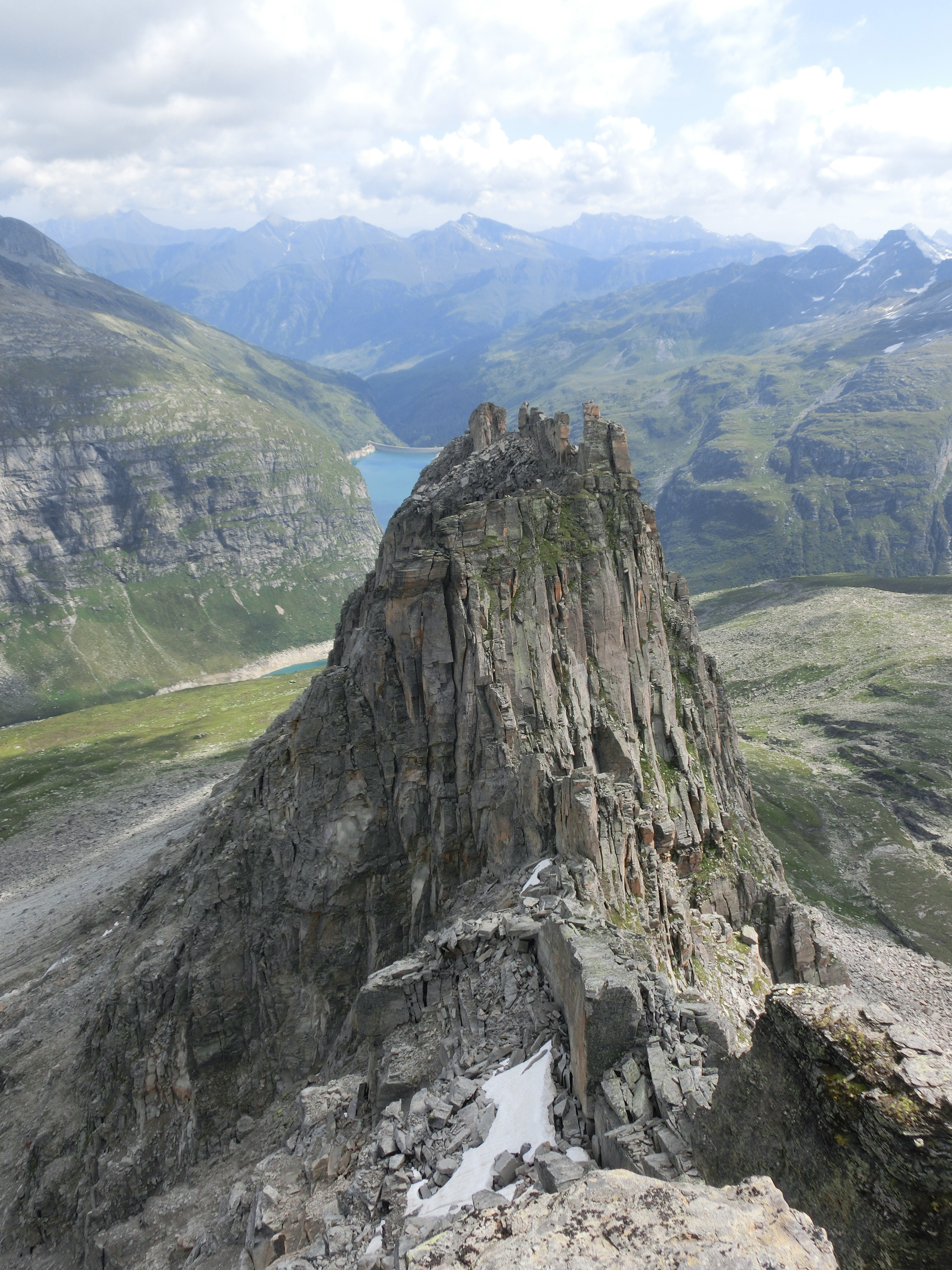
Nordöstliche Spitze und Zervreilasee, vom Gipfel aus gesehen.
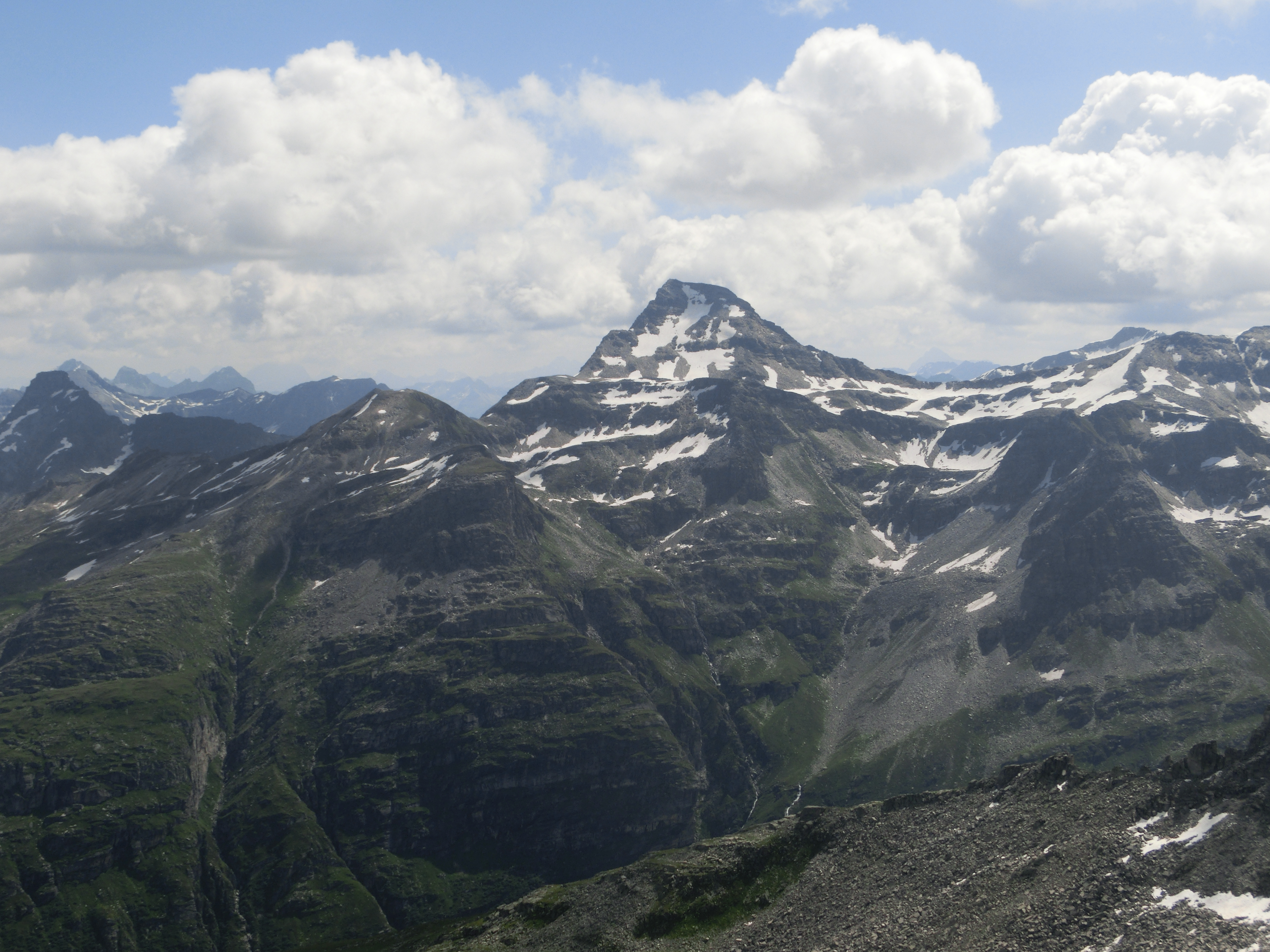
Blick zum Fanellhorn.
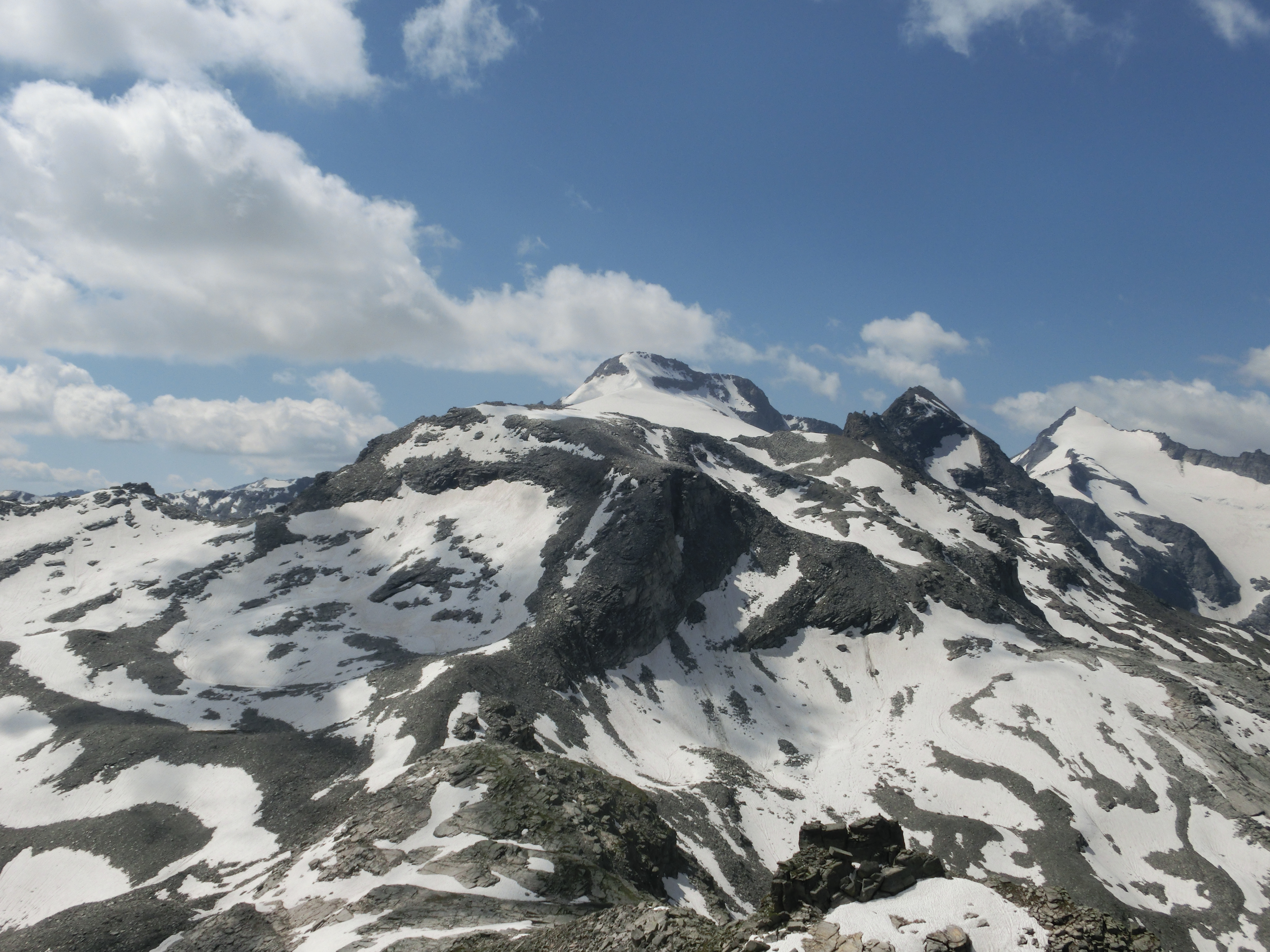
Blick zu Furggeltihorn (vorne) und Güferhorn (hinten).
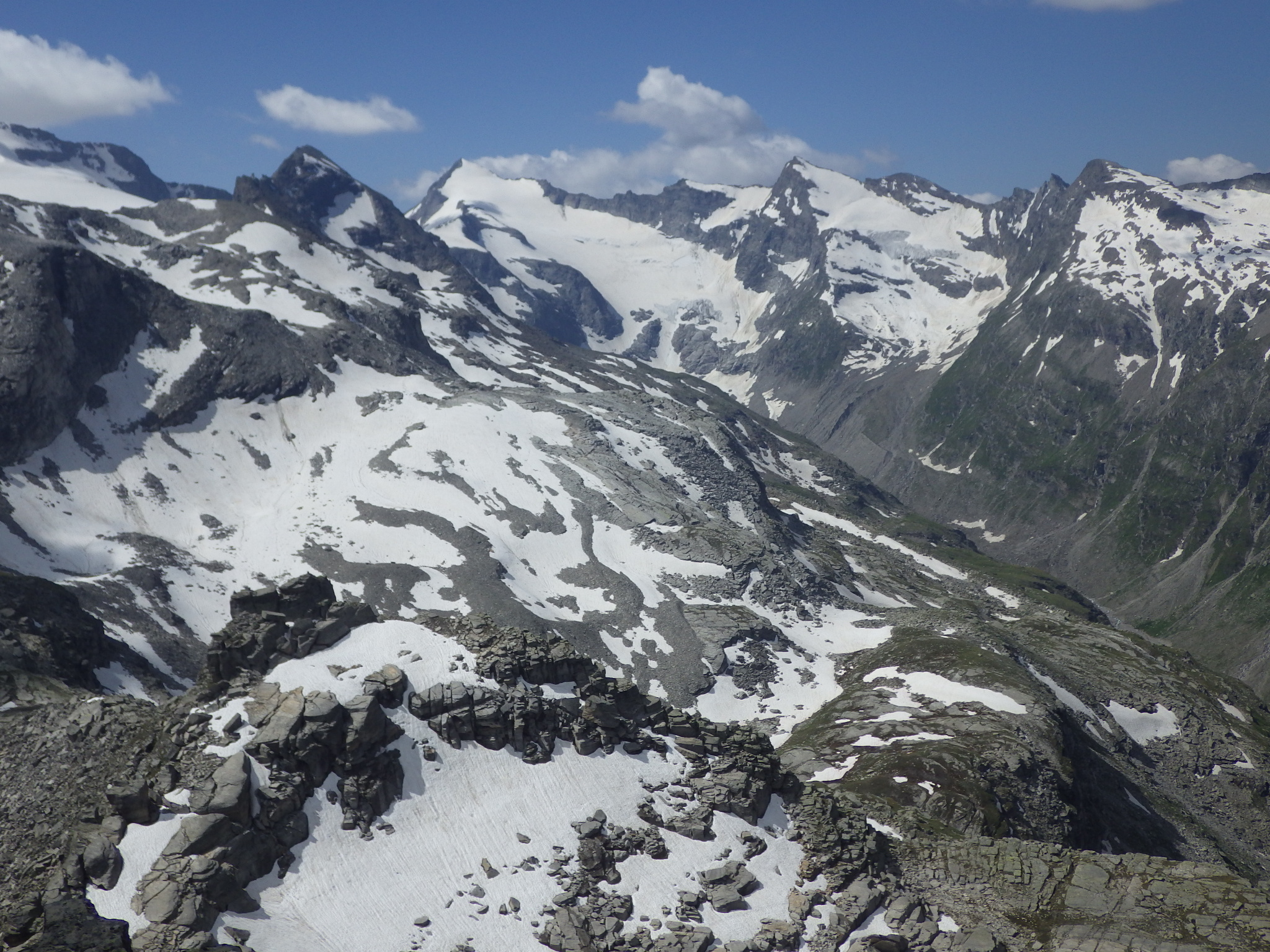
Blick zum Rheinwaldhorn.